# Olympique Team Algérie Tour AGLO37
Olympique Team Algérie Tour AGLO37 was een continentale wielerploeg die in 2012 werd opgericht. De ploeg hield na 2014 op te bestaan.

## Bekende (ex-)renners
- Hichem Chaabane (2014)

2012 · 2013 · 2014